# Ezelsbruggetje
Een ezelsbruggetje is de benaming voor een mnemotechniek om iets heel anders makkelijk te kunnen onthouden. Veelal is het te onthouden ezelsbruggetje op zichzelf nonsens. Het kan zijn dat het ezelsbruggetje zelf niet te onthouden is, of dat de informatie tegenstrijdig of dubbelzinnig is ("welke is het nou?"). In dat geval is het bruggetje contraproductief.
Het woord is misschien afkomstig van het feit dat de ezel maar een heel klein randje nodig heeft om snel op de plek van bestemming te komen; een plank over een sloot volstaat al. Het woord ezelsbrug bestond reeds in Griekse oudheid, waar de pons asinorum een stelling uit de euclidische meetkunde is, maar bestaat in zijn huidige betekenis al minstens sinds de Latijnse scholastiek in de middeleeuwen.

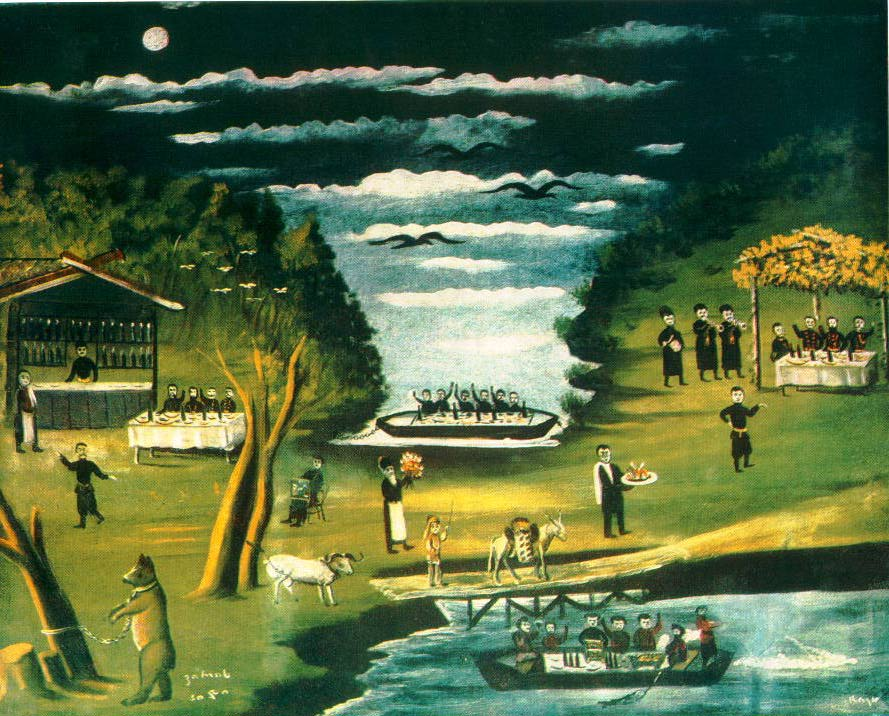
Pirosmani, Donkey Bridge

## Voorbeelden
CASSA verwijst naar het onthouden van de onthoudprincipes, een "meta-ezelsbruggetje" dus.

### Taal

#### Nederlands
- 't Kofschip of  't fokschaap

Wie wil weten of de onvoltooid verleden tijd en het voltooid deelwoord van een regelmatig werkwoord een t of een d in hun uitgang krijgen, kijkt naar de medeklinker die in het hele werkwoord aan de uitgang -en voorafgaat. Komt deze medeklinker voor in  't kofschip (dat wil zeggen, is hij stemloos), dan krijgt de uitgang een (stemloze) t; komt hij er niet in voor (wat automatisch betekent dat de klank stemhebbend is) krijgt de uitgang een (stemhebbende) d. Bijvoorbeeld: de f in bluffen staat in  't kofschip (want is een stemloze klank), dus wordt de onvoltooid verleden tijd blufte en het voltooid deelwoord gebluft; de v in roven komt niet voor in  't kofschip (want de v is stemhebbend), dus is de onvoltooid verleden tijd roofde en het voltooid deelwoord geroofd. De letter x zit niet in 't kofschip, maar werkwoorden waarvan de stam op deze letter eindigt worden op dezelfde manier behandeld als die met een s en krijgen dus ook de uitgang met t: faxte, gefaxt. Voor dit soort gevallen wordt  't kofschip weleens verlengd tot  't ex-kofschip.  't Fokschaap wordt in deze gevallen ook wel vervangen door  't sexy fokschaap. Als alternatief komt ook xtc-koffieshop(je) wel voor.
- De vijf stemhebbende medeklinkers die geen stemloze tegenhanger hebben: je molenaar, dus j, m, l, n en r. Ook ng zou hierbij moeten zijn.
- CV Musvoort

Een mengsel van de beginletters van alineaverbanden:
Concluderend-, vergelijkend-, middel-doel-, uitleggend- (of toelichtend-), samenvattend-, voorwaardelijk-, opsommend-, oorzakelijk-, redengevend- en tegenstellend verband.
- Spelling:
  - onmiddellijk gaat steeds slapen met 2 dekens en 2 lakens, dus 2 d's en 2 l'en in onmiddellijk.
  - een professor draagt één frak en twee schoenen.
- Koppelwerkwoorden:
  - De zes belangrijkste en meest voorkomende koppelwerkwoorden: de medeklinkers van het nonsenswoord zwabbels staan voor zijn, worden, blijken, blijven, lijken en schijnen.
  - De belangrijkste koppelwerkwoorden vormen (min of meer) de twee zinnetjes: Hete lijken schijnen te worden voorkomen. en Zijn dunken blijft blijken.

#### Frans
- Franse accenten é en è:
  - Met een beetje fantasie vormen de accenten in élève twee zeilen aan de mast, dus eerst é en dan è.
  - Een hélicoptère moet eerst opstijgen (é) en dan landen (è).
  - Klokwijzers: bij de è wijst het accent naar elf uur, dus een korte e zoals in elf; bij de é wijst het accent naar één uur, dus een lange e zoals in één.
- De vier neusklanken van het Frans: un bon vin blanc ("een goede witte wijn").
- C vóór o en u en a, spreekt men uit gelijk een K: de uitspraak van de c in woorden als "circus".
  - Iets anders: C is K voor O, U en A, en voor medeklinkers.
  - Of: De C is geen Kei (de C is geen K bij de E en de I).
  - Ook gemakkelijk om dit te onthouden is dat C wordt K voor de klinkers uit auto en C wordt S voor de klinkers uit "fiets".
- De werkwoorden geler ("vriezen"), acheter ("kopen"), degeler ("dooien") en peler ("schillen") krijgen bij een aantal vervoegingen een accent grave: Friezen kopen dooie schillen
- Ezeltje Achter Uit voor worden met 'eau'.

#### Duits
- De uitgangen per naamval kunnen onthouden worden door:

| Naamval       | Ezelsbrug   | Mannelijk | Vrouwelijk | Onzijdig | Meervoud |
| ------------- | ----------- | --------- | ---------- | -------- | -------- |
| 1, nominatief | RESE        | deR       | diE        | daS      | diE      |
| 2, genitief   | SESaR SESaR | deS+(E)S  | deR        | deS+(E)s | deR      |
| 3, datief     | MeeRMiNNeN  | deM       | deR        | deM      | deN+N    |
| 4, accusatief | NESE        | deN       | diE        | daS      | diE      |

- de uitgangen van het regelmatig werkwoord: een stukje taart en thee en zo.
- (Fe)est-tenten, e-st-t-en-t-en-(en)

ich wohne
du wohnst
er/sie/es wohnt
wir wohnen
ihr wohnt
sie/Sie wohnen

### Muziek
- Klassieke stemming van de snaren van een gitaar (E-A-D-G-B-E):
  - Eet Alle Dagen Grote Borden Erwtensoep
  - Een Aap Die Geen Bananen Eet
  - Een Aardig Dametje Gaat Bessen Eten
  - Een Artiest Die Graag Brood Eet[1]
- Hetzelfde, omgekeerd
  - Een Bruin Gevlekt Dier Aait Eenden
  - Een Betere Gitaar Door Alle Eeuwen
  - Een Beer Geeft De Aap Eten
  - Even Bijkomen Gaapte De Arme Ezel
  - Een Boer Gaat De Akker Eggen
- Bij het leren van muzieknoten op de notenbalk: E-G-B-D-F;
  - Een Goede Boer Drinkt Fris
  - Een Goede Boer Dorst Flink
  - Eerst Goed Boeren, Dan Fluiten
  - Een Goede Belg Die Frituurt
  - Every Good Boy Does Fine
- Snaren van de viool:
  - Gans, Duif, Aap en Ezel
  - Geef De Aap Eten
- Volgorde van de majeurtoonsoorten in de kwintencirkel:
  - mollen: Frits Besproeit Esthers Asters Desnoods Gestaag Ces keer
  - mollen: Friezen Beschouwen Esten As Deskundige Gespreksleiders
  - mollen: Friese Boeren Eten Alle Dagen Grauwe Capucijners (iets minder handige variant die op sommige muziekscholen wordt geleerd)
  - kruisen: Geef Die Aap Een Bord FisCies.
- In het liedje Do-Re-Mi uit The sound of music worden notennamen gebruikt als ezelsbruggetjes.

### Wiskunde
- De rekenregel, dat wil zeggen de (verouderde) volgorde waarin rekenkundige operatoren moeten worden uitgevoerd: machtsverheffen, vermenigvuldigen, delen, worteltrekken, optellen en aftrekken
  - Hier wacht meneer van Dale op antwoord, haakjes, wortels en machten, vermenigvuldigen en delen, optellen en aftrekken.
  - Help mij van die wiskunde-opdrachten af
  - Hoe moeten wij van de onvoldoendes afkomen?
  - Het mannetje won van de oude aap, met de moderne volgorde waarbij worteltrekken voor vermenigvuldigen komt.
  - Het mooie veulen draaft op en af, Vlaamse variant (moderne volgorde, worteltrekking aanzien als machtsverheffing).
  - Heel mooie vrouwen doen onze afwas.
- Onderstaande ezelsbruggetjes zijn verouderd:
  - Meneer Van Dale wacht op antwoord
  - Men vaart de Waal op en af
  - Mijn vader draait worsten op aarde, van Hugo Brandt Corstius
- Romeinse cijfers:
  - Ik Verving Xanders Lekkere Citroenen Door Mandarijnen, waarbij I = 1, V = 5, X = 10, L = 50, C = 100, D = 500 en M = 1000.
- De eerste cijfers van het getal π (pi): af te leiden uit het aantal letters in de woorden van de volgende zinnen:
  - Wie u kent, o getal belangrijk en gepast, bezit nog rijker waarheid, ankervast (13 cijfers)
  - How I want a drink, alcoholic of course, after the heavy lectures (of: all those chapters) involving quantum mechanics! (volgens Isaac Asimov) (15 cijfers)
  - Que j'aime à faire apprendre/connaitre un nombre utile aux sages. Immortel/Illustre Archimède, artiste, ingénieur! Qui de ton jugement peut priser la valeur? Pour moi, ton problème eut de pareils/féconds avantages. (31 cijfers) (zie pi (wiskunde) voor een nog langere tekst)
- Berekenen van hoeken (goniometrie):
  - SOS-CAS-TOA: Sinus = Overstaande zijde / Schuine zijde; Cosinus = Aanliggende zijde / Schuine zijde; Tangens = Overstaande zijde / Aanliggende zijde.
  - TOA-CAS-SOS, een variant die volgens sommigen wat beter in het gehoor ligt.

- Begrippen concaaf (hol) en convex (bol)
  - Hunkemöller Lexis maakt concaaf wat convex is. Hunkemöller is een fabrikant van korsetten, waarmee de taille van ronde vrouwen (convex) ingesnoerd wordt (concaaf).
- GRAZ
  - De eigenschappen van een vector: Grootte, Richting, Aangrijpingspunt en Zin
- Symbolen
  - Het symbool voor de logische EN of AND lijkt op de beginletter van AND: ⋀
  - Het symbool voor de logische OF of OR is het tegengestelde: ⋁
  - Het symbool voor de Vereniging (Union) van verzamelingen is de letter U, als de beginletter van Union en enigszins als de beginletter van Vereniging: ⋃
  - Het symbool voor de Doorsnede van verzamelingen is het tegengestelde: ⋂

### Natuurkunde
- Volgorde van de kleuren van de regenboog: rood, oranje, geel, groen, blauw, indigo en violet
  - Roggebrood in vieren
  - ROGGBIV
- Begrippen 'kathode' en 'anode' van een diode (om de doorlaatrichting voor elektrische stroom te onthouden):
  - KNAP: de Kathode is Negatief en de Anode is Positief
- Elektrolyse van water: OPA HeNK: Zuurstof (O) ontstaat aan de Positieve zijde (Anode). Waterstof (H) ontstaat aan de Negatieve zijde (Kathode).
- Elektriciteit, weerstanden & de Wet van Ohm:
  - PUInhoop → P = UI
  - U is Ingenieur → U = IR of UIeR → U = IR
  - RUDI → R is U Delen door I → R=U/I

### Astronomie
- Volgorde van de planeten van het zonnestelsel: Mercurius, Venus, Aarde, Mars, Jupiter, Saturnus, Uranus en Neptunus. Voor augustus 2006 werd Pluto eveneens als planeet beschouwd.
  - Mijn vader at meestal jonge spruitjes uit nieuwe potten
  - Zij maakt van acht meter Japanse stof uw nieuwe pyjama (vanaf de zon)
  - Maak van acht meter Japanse stof uw nachthemd, een nieuwe variant zonder zon en zonder Pluto
  - Maak voort aardig meisje, Jan spat u nat, (plons!)
  - Met veel aandacht maakt Juul scheepjes uit notendoppen, deze is extra handig, omdat bij de planeten tot en met Jupiter de eerste twee letters te horen zijn.
  - Marie vertelt Anne: "Mijn Jan schreef uit Nepal", vóór 2006 stond Nepal voor Neptunus én Pluto.
- De Nederlandse namen van de sterrenbeelden van de dierenriem vormen enkele alfabetische reeksen van opeenvolgende letters: RST, KLM, SSS. De drie SSS-sterrenbeelden staan ook op alfabetische volgorde:
  - Ram Stier Tweeling; Kreeft Leeuw Maagd; Weegschaal; Schorpioen Schutter[2] Steenbok; Waterman; Vissen
- Volgorde van de spectraalklassen van sterren (Harvard-classificatiesysteem):
  - Oh, Be A Fine Girl, Kiss Me Right Now, Sweetie/Smack of aan eind Quick please.
  - Only Boys Accepting Feminism Get Kissed Meaningfully
- Kwartieren van de maan op het noordelijk halfrond:
  - Van de boog ☽ kan de letter P van het Franse woord premier ("eerst") worden gevormd, dus eerste kwartier. 
Van de boog ☾ kan de kleine letter d van het Franse woord dernier ("laatst") worden gevormd, dus laatste kwartier.
  - Van de boog  ☽ kan b gemaakt worden, er komt nog wat bij. 
Van de boog ☾ kan de kleine letter a gemaakt worden, er gaat nog wat af.
- Kwartieren van de maan op het zuidelijk halfrond:
  - Van de boog  ☾ kan C gemaakt worden, voor Crescendo. 
Van de boog ☽ kan D gemaakt worden, voor Decrescendo.

### Scheikunde
- De eerste 20 elementen van het periodiek systeem:
  - H HeLiBeB CNOFNeNaM gAlSiPS ClArKCa
  - Het Hele Linke Bertje Boorde Colen aaN Op Flakkee eN Nam 's Morgens Al Series Photo's met Sijn Cl Ar K Camera (met Ne in omgekeerde volgorde als eN)
- Knaag en Alcrau. K, Na en Ag zijn eenwaardig. Al, Cr en Au zijn driewaardig
- Honfbricl (spreek uit honfbrikkel). Velen gebruiken ook FOHNBrICl (spreek uit fohnbrikkel). Ook gebruikt wordt Cl Brinhof. Deze elementen (H, O, N, F, Br, I en Cl) komen in de natuur nooit als enkelvoudig atoom voor, maar zijn halogenen. Ze zijn altijd als paar aanwezig. Andere ezelsbruggetjes zijn de naam "H. Clifbron" en het woord Brinclhof (spreek uit brinkelhof). Deze zeven elementen kunnen ook onthouden worden met elk van de volgende dertien zinnen:
  - Claartje Fietste Naar Haar Opa In Breda
  - HONderd Franse Clowns Breken In
  - Onze BromFiets Claxon Is Nooit Hoorbaar
  - In Het Clubje Fan Niet Ontleedbare Broertjes
  - Fientje Cliedert Nooit Broom In Haar Ogen
  - Fientje Cliederde Bruine Inkt Op Haar Neus
  - Herman Broods Fan Club Is Niet Oké
  - Cleo Fietst Naar Haar Opoe In Breda
  - Claire Fietst met Haar Oma Naar Breda
  - Claartje Fietst Niet In Haar OnderBroek
  - Het Onweert Nooit In Brabantse Chloor Fabrieken
  - Het Ondergrondse NeukFestijn Bracht Iedereen Closer
  - Britt Organiseert NaaktFeesten In Het Clubhuis
- KaBaCaNa Mag op Al Mijn en Zijn Chrote Feestjes Niet Snoepjes Proberen Het Cussen Hoog Agter de Post Auto. Dit geeft de volgorde weer van edelheid van metalen: Kalium, Barium, Calcium, Natrium, Magnesium, Aluminium, Mangaan, Zink, Chroom, Fe (ijzer) Nikkel, Sn (tin), Pb (lood), Cu (koper), Hg (kwik), Ag (zilver), Pt (platina) en Au (goud)
- Kleine Catharina Natalia Mag Alleen op Zon en Feestdagen Niet Snoepen. Variant van het bovenstaande, bestond voor 1970 al
- Met Een Potje Bier Probeert Hij Het Opnieuw. Dit geeft de beginletters van de alkanen van methaan tot en met octaan
  - Een ander hulpmiddeltje: Ma En Pa Blowen Perfecte Hasj. De beginletters van de alkanen van methaan tot en met hexaan
  - Of: Met Een Paraplu Blijft Pino Heel Hoog Ook Nog Droog. De beginletters van de alkanen van methaan tot en met decaan
- Ezelsbruggetjes om te onthouden dat zuur aan water moet worden toegevoegd, en niet andersom:
  - Een sterk zuur laat zich niet dopen
  - Water bij zuur, geeft bloed aan de muur
  - Zuur bij water, de rest komt later.
  - Het mag niet regenen in zuurland.

### Biologie
- Naaldbomen:
  - spar = solo, den = duo, lariks = legio. De naalden van de spar zijn afzonderlijk ingeplant, die van de den twee bij twee en die van de lariks in plukjes.
  - Het aantal pootjes van de laatste letter bepaalt het aantal gegroepeerde naalden. De r van spar heeft 1 poot, dus 1 naald, de n van den heeft 2 pootjes, dus 2 naalden, de x van lariks heeft veel pootjes, dus veel naalden.
- Kameel of dromedaris:
  - Het aantal e's staat voor het aantal bulten.

De volgorde van de vier magen (Pens, Netmaag, Boekmaag en Lebmaag) van de koe: "PeNBoL" of "Pieter Neugt Bij Linda"

### Anatomie
- Boezems en kamers, waar zitten ze in het hart:
  - Bobo: Boezems zitten boven.
- Drup: Duim - radius; ulna - pink. De duim zit aan de kant van de radius (spaakbeen); aan de kant van de ulna (ellepijp) zit de pink.
- Valgusstand: Bij een valgusstand is de laterale hoek kleiner. Bij de varusstand is dit uiteraard andersom.
- De twaalf hersenzenuwen: Op Ons Oude TuinTerras At Frits Verse Groenten Van Albert Heijn

N. Olfactorius, Opticus, Oculimotorius, Trochlearis, Trigeminus, Abducens, Facialis, VestbuloCochlearis, Glossopharyngicus, Vagus, Accesorius, Hypoglossus
Deze hersenzenuwen worden wereldwijd door medici aangeduid als N. I t/m N. XII, waarbij "N." de afkorting is voor nervus wat zenuw betekent. Hersenzenuwen worden afgekort met "N."; alle andere zenuwen met "n.". Drie van de twaalf hersenzenuwen zijn sensorisch, vijf zijn motorisch en de overige vier hebben zowel een sensorische als een motorische functie.

### Geografie
- U Reist Alle Dagen: De vier steden van de Randstad.
- BEST : De vier grootste steden van Noord-Brabant (Breda, Eindhoven, 's-Hertogenbosch en Tilburg).
- HEMA : De vier grootste steden van Drenthe (Hoogeveen, Emmen, Meppel en Assen).
- TVtas: De volgorde van de (bewoonde) Nederlandse Waddeneilanden van west naar oost (Texel, Vlieland, Terschelling, Ameland en Schiermonnikoog)
- Piet Koopt Hoge Schoenen geeft de volgorde van Amsterdamse singelgrachten aan, van buiten naar binnen: Prinsengracht, Keizersgracht, Herengracht, Singel. Overigens is de volgorde van de grachten van binnenuit alfabetisch: Herengracht, Keizersgracht, Prinsengracht.
- Heesch ligt bij Oss in het noorden en Heeze ligt bij Eindhoven in het zuiden.
- Mijn Ezels Werken Hard, de Staatsmijnen in Nederlands Limburg: Maurits, Emma, Wilhelmina, Hendrik.
- Op Java waait de drooge moesson uit het oosten in de tijd dat het bij ons zoomer is.
- Eufraat en Tigris: de Eufraat ligt dichter bij Europa en de Tigris dichter bij Azië, waar de tijger voorkomt.
- E.T = Eufraat Tigris (op de kaart ligt links de Eufraat, rechts de Tigris)
- Volgorde van keerkringen van boven (noord) naar onder (zuid) = Een kreeft kan op een steenbok zitten, maar een steenbok niet op een kreeft
- Mijn Goudvis Bas Eet Haast Nooit Chocolade Pudding, de landen van het vasteland van Midden-Amerika, van noordwest naar zuidoost: Mexico, Guatemala, Belize, El Salvador, Honduras, Nicaragua, Costa Rica, Panama.

### Geschiedenis
- De graven van Holland werden vanouds door schoolkinderen als volgt geleerd: Dikkie Dikkie Aarnout, Dikkie Dikkie Floor, Dikkie Floor, Dikkie Floor, Dikkie Ada, Willem Floor, Willem Floor, Jan. Waarbij Dikkie staat voor Dirk, en Floor voor Floris.
- De grafelijke dynastieën: Hol heen bij boer Oost (Hollandse, Henegouwse, Beierse, Bourgondische, Oostenrijkse Huis).
- Filips de Schoone uit het Oostenrijkse huis en Filips de Goede uit het Boergondische huis.
- De namen van de laatste zes Russische tsaren, Paul, Alexander, Nicolaas, Alexander, Alexander, Nicolaas, kunnen worden onthouden met behulp van het woord panaan, bijna banaan.

### Oriëntatie en navigatie
- GRAS (Groen Rechts Aan Stuurboord) om stuurboord en bakboord uit elkaar te houden; schepen en vliegtuigen hebben een groen licht aan stuurboordzijde (de rechterzijde als je in de richting van de voorkant kijkt).
- StuuRboord is Rechts (en baKboord is linKs)
- De windstreken kloksgewijs zijn:
  - Niet Op Zondag Werken
  - Nooit Opstaan Zonder Wekker
  - Nooit Opzoeken Zonder Wikipedia
  - Nooit Oorlog Zonder Wapens
  - Nieuwe Onderbroeken Zijn Wit
  - Naar Open Zee Wandelen
  - Nooit Ontbijt Zonder Wafels
  - Nooit Op Zondag Winkelen
  - Nooit Ogen Zonder Wimpers
  - Nooit Overstroming Zonder Water
  - Nico's Onderbroeken Zijn Wit
- De wind Ruimt met de klok mee, dus naar Rechts

### Techniek
- De cijferwaarde van de kleurcodering voor elektronica
  - "Zij BRengt Rozen Op GErrits GRaf Bij Vies GRauw Weer"; de woorden van deze zin beginnen met dezelfde letters als de kleuren van de code. (Zwart - Bruin - Rood - Oranje - Geel - Groen - Blauw - Violet - Grijs - Wit)
  - "Bad Boys Rape Our Young Girls But Virgins Go Without". (Black - Brown - Red - Orange - Yellow - Green - Blue - Violet - Grey - White) Een vroegere variant, "Black Boys Rape ...", wordt niet meer als aanvaardbaar beschouwd.
- MUNP (Milli-Micro-Nano-Pico) in de techniek als decimaal voorvoegsel bij grootheden: 10−3 / 10−6 / 10−9 / 10−12 (verkleinfactor × de grootheid) bijvoorbeeld milliampère / microampère etc., ... waarbij opgemerkt moet worden dat het symbool voor Micro, μ, hier als de letter U geschreven wordt.
- De beginletters van de woorden in deze zinnen zijn ook de beginletters van de 7 lagen in het OSI-model
  - All People Seem To Need Data Processing
  - All Pizza's Seem To Need Diet Pepsi
  - In omgekeerde volgorde: People Do Need To See Pamela Anderson
- CAFÉ: een decimaal getal bestaat uit een reeks nibbles, die elk maximaal 9 zijn. Daarna komt een zone voor het teken. Een positief decimaal getal heeft de zone A, C, E, of F (dus CAFÉ). De andere twee zones (B en D) zijn voor negatieve getallen.
- Het kortste pootje is MINder lang. De polariteit van elektronische componenten wordt vaak aangegeven door verschillende lengtes van de aansluiting waarbij de kortste draad negatief is.

### Sport
- Duiksport
  - Vlugge Leeuw Schiet Lekker Op - Volgorde voor te controleren items bij de buddycheck. (Vest, Lood, Sluitingen, Lucht, OK)
  - Beautiful Woman Riding A Fish - idem (Buoyancy, Weights, (Right-hand) Release, Air, Final OK)
  - Tosti-Kaas - Volgorde voor acties tijdens de afdaling. (Teken, Oriëntatie, Snorkel-automaatwissel, Tijd, Inflator, Kijken en Klaren)
  - Tegeltjes Tellen In Het Zwembad - Volgorde voor acties tijdens het opstijgen. (Teken, Tijd, Inflator, Hand, Zwemmen)
- Paardensport
  - Alle Franse Boeren Met Centen Hebben Een Koe Door X Gemolken  - De beginletters van de woorden geven de plaatsaanduidingsletters, in tegenwijzerzin, van een dressuurpiste. Ook de letters van de middenlijn.
- Zweefvliegen
  - Skistok (checklist bij de start) - Startplaats, Kap dicht, Instrumenten (hoogtemeter op nul), Stuurorganen, Trim neutraal, Ontkoppelhaak, Kleppen dicht.
  - Prikstok (checklist bij de start) - Pedalen (afgesteld), Riemen, Instrumenten, Kap, Stuurorganen, Trim neutraal, Ontkoppelingshaak, Kleppen dicht.
  - Boks (bij ontkoppelen) - Bijdrukken, ontkoppelen, kleppen dicht, snelheid.
- Voetbal
  - PAF - De beginletters van de eredivisieclubs die sinds de invoering van het betaalde voetbal elk seizoen daarin gespeeld hebben (dus nimmer gedegradeerd zijn): PSV, Ajax en Feyenoord.

### Verkeer
- Piet brengt beschuit met thee - de volgorde van voorrangsvoertuigen (tot 1966): politie, brandweer, begrafenisstoet, militaire colonne, tram
- Prins Bernhard brengt Marijke thuis - idem
- Kreng - De volgorde van de pedalen in een auto met handgeschakelde versnellingsbak: koppeling, rem en gas.
- BRAVOK (ook wel BRAVO-A of BORVAS). Voor het motorexamen moet je weten waar je de motor allemaal op moet controleren. banden&brandstof, remmen, accu&aandrijving, vering&verlichting, olie, ketting.

### Kalender

Ezelsbruggetje om te bepalen hoeveel dagen de maanden hebben: kalenderkunstje

- Dertig dagen heeft november, april, juni en september. De andere hebben dertig en één, uitgenomen februari alleen, want die heeft er viermaal zeven; in't schrikkeljaar nog één daarneven.
- Kalenderkunstje. Het aantal dagen in een maand is te bepalen met behulp van de knokkels van de linker- en rechterhand, (zie afbeelding)

### Zomertijd
- In het voorjaar gaat de klok een uur vooruit.
- In de winter keren we de klok een uur terug. Je WINT ER tijd mee!
- Korte broek korter slapen - lange broek langer slapen. Als het in het voorjaar mooi weer (tijd voor de korte broek) wordt en de klok vooruit gaat, wordt het in die betreffende nacht een uur korter slapen (zomertijd).
- Spring forward, fall back, in het Engels gebruikt om te onthouden of de klok terug of vooruit moet voor de winter- en zomertijd. Spring forward betekent zowel "spring vooruit" als "(in de) lente vooruit". "Fall back" betekent zowel "val terug" als "(in de) herfst terug".

### Overig
- COPAFIJTH - Commercie & Communicatie, Organisatie, Personeel, Administratieve organisatie, Financiën, Informatievoorziening, Juridisch, Technologie, Huisvesting; geheugensteuntje bij verandermanagement.
- CRAFT  - Clearance limit, Route, Altitude, Frequency, Transponder.
- Ding flof bips. Met de letters uit dit nonsenszinnetje kunnen de 12 landen onthouden worden die op 1 januari 2002 de Euro invoerden (inmiddels verouderd).
  - Sms ff bondige clips sinds 7 januari 2011 vervanger voor ding flof bips omdat het Eurogebied is uitgebreid naar 17 landen.
  - ZZONDE dat ze niet meedoen (Zwitserland, Zweden, Oostblok, Noorwegen, Denemarken en Engeland), een door het televisieprogramma Kopspijkers geïntroduceerd foefje als reactie op het huns inziens onzinnige ding flof bips.
- Drol - De open- en dichtdraairichting van een kraan: dicht rechts, open links.
- Mg(r) P. SCHONK CaFe Dit zinnetje helpt de essentiële macro-elementen voor autotrofe planten te onthouden.
- Paman - De juiste volgorde van handelingen bij een (verkeers- of bedrijfs)ongeval: persoonlijke veiligheid waarborgen, andermans veiligheid waarborgen, markeren ongevalsplaats, alarmeren hulpdiensten, noodhulp verlenen.
- SMART - Specifiek, meetbaar, aanvaardbaar, realistisch, tijdgebonden.
- Stalactieten: (Frans tomber, vallen) hangen. Stalagmieten: (Frans monter, stijgen) staan. Vulgairder: Mieten staan, en tieten hangen.
- Tips - Techniek, inzicht, persoonlijkheid en snelheid, de criteria waarop spelers in de jeugdopleiding van Ajax worden beoordeeld.
- Naambellen - Voorheen, toen telefoons nog een draaischijf hadden met letters en cijfers, kon men een telefoonnummer aanvragen dat gemakkelijk gekozen kon worden met de letters op het toestel.
- Het Venussymbool (teken voor het vrouwelijk geslacht: ♀) en het Marssymbool (teken voor het mannelijk geslacht: ♂) zijn op de volgende wijze uit elkaar te houden: ♀ lijkt op een handspiegel, veelal geassocieerd met vrouwen, en ♂ lijkt op een pijl-en-boog, veelal geassocieerd met mannen.